# 綦連猛
綦連 猛（きれん もう、生年不詳 - 577年頃）は、中国の北魏末から北斉にかけての軍人・政治家。字は武児。本貫は代郡。

## 経歴
北魏の燕郡太守の綦連元成の子として生まれた。綦連氏はもとは姫姓で、戦国時代の末年に乱を避けて塞外に出て、祁連山に居住し、山の名を姓とし、その語が訛って綦連氏を称したと伝えられる。
永安3年（530年）、綦連猛は爾朱栄に召されて洛陽に入り、親信となった。爾朱栄が殺害されると、爾朱世隆に従って建州に逃れ、爾朱兆に従って再び洛陽に入った。爾朱兆の下で紇豆陵歩藩を討ち、都督に任じられた。普泰元年（531年）、征虜将軍・中散大夫の位を加えられた。爾朱京纏が高歓に帰順したいと考え、綦連猛の父母兄弟がみな山東にいることに目をつけて綦連猛を一緒に誘った。しかし爾朱兆に恩義を受けていた綦連猛は従わなかった。爾朱京纏が刃を突きつけて綦連猛を脅したので、綦連猛は従い、城を去ること50里あまりのところで、爾朱京纏にそむいて再び爾朱兆に帰順した。永熙2年（533年）、爾朱兆が敗れると、綦連猛は斛律羌挙らとともに逃亡したが、高歓に捕らえられて、尉景の下に配属された。高歓が爾朱京纏にそむいた件を綦連猛に問いただすと、綦連猛は服事の理を述べ、二心を抱いていないことを明らかにした。高歓は感心して綦連猛を都督に任じた。
東魏に入り、歩落稽が乱を起こすと、綦連猛は覆釜山でこれを撃破した。武定元年（543年）、高歓の下で河陽に向かい、宇文泰と邙山で戦った。 武定2年（544年）、平東将軍・中散大夫に任じられた。また中外府帳内都督に転じ、邙山の戦いの功績により、広興県開国君に封じられた。武定3年（545年）、爾朱文暢が乱を起こしたとき、綦連猛は旧主への恩義を思って告発せず、高歓にその罪を罰せられなかった。武定5年（547年）、梁の使者が東魏にやってくると、高澄は綦連猛に館へ向かわせて接待させ、その武芸を披露させた。この年、綦連猛は撫軍将軍となり、石城県開国子の別封を受け、肆州平寇県を食邑とした。
天保元年（550年）、北斉が建国されると、綦連猛は都督・東秦州刺史に任じられ、雍州京兆郡覇城県開国男の別封を受けた。文宣帝に従って契丹を討った。また斛律金の下で北征して柔然を討った。斛律金の命で100騎を率いて敵地に深くに偵察に出た。帰還して白道で斛律金の軍と合流すると、北斉軍は綦連猛の情報にもとづいて追撃し、柔然を撃破した。天保7年（556年）、武衛将軍・儀同三司となった。天保9年（558年）、武衛大将軍に転じた。乾明元年（560年）、車騎大将軍の号を加えられた。皇建元年（同年）、石城郡開国伯に封ぜられ、まもなく爵位は君に進んだ。皇建2年（561年）、左右大将軍を領し、孝昭帝の下で奚を撃破した。河清2年（563年）、開府儀同三司の位を加えられた。突厥が晋陽に迫ると、綦連猛は300騎を率いて偵察に出た。城の北15里行ったところで、敵の先鋒に遭遇し、敵の数が多かったので退避にかかった。敵中にひとりの驍将がいて、突出して戦いを挑んできた。綦連猛はこれを見て、単身これに応じて相対し、俯仰の間に敵将を刺して落馬させ、これを斬った。河清3年（564年）、武安県開国君の別封を受け、驃騎大将軍の号を加えられた。天統元年（565年）、右衛大将軍に転じ、武成帝の勅命を奉じて、常に後主の側近にあり、内廷や外省の重要な事項を扱った。天統3年（567年）、中領軍に任じられた。天統4年（568年）、領軍将軍に転じ、義寧県開国君の別封を受けた。天統5年（569年）、余官はもとのまま、并省尚書左僕射となった。并省尚書令・領軍大将軍に任じられ、山陽王に封じられた。
綦連猛は和士開の死後、しばらく朝政を預かり、疑議が提出されるとすべて議論した。趙彦深は綦連猛を武将の中でも奸佞を憎む人物として認め、朝議のさいには故知を引いて綦連猛の議事を助けた。祖珽が趙彦深を左遷すると、綦連猛は趙彦深の党与とみなされて、光州刺史として出された。綦連猛が牛蘭にいたったとき、告発されて召還され、拘禁された。まもなく釈放されて、王爵を削られ、光州におもむいた。任地では寛容清廉な統治で知られた。淮陰王高阿那肱は綦連猛と旧交があり、綦連猛が勅命で宮廷に召し出された機会をとらえて寄食させ、引き立てようとはかった。韓鳳らが告発されると、綦連猛は膠州刺史として出された。まもなく召還され、南兗州の防備にあてられた。武平7年（576年）、後主が平陽で敗れると、鄴に召し出されて、大将軍に任じられた。承光元年（577年）、北斉が滅び、北周に入ると、まもなく死去した。

## 伝記資料
- 『北斉書』巻41 列伝第33
- 『北史』巻53 列伝第41